# Tropicale Amissa Bongo de 2019
A 14.ª edição da competição ciclista Tropicale Amissa Bongo foi uma carreira de ciclismo de estrada por etapas que se celebrou entre o 21 e o 27 de janeiro no Gabão sobre um percurso de 860 quilómetros.
A carreira fez parte do UCI Africa Tour de 2019 dentro da categoria UCI 2.1. O vencedor final foi o italiano Niccolò Bonifazio do Direct Énergie seguido do francês Lorrenzo Manzin da Vital Concept-B&B Hotels e o alemão André Greipel da Arkéa Samsic.

## Equipas participantes
Tomaram parte na carreira 15 equipas: 4 de categoria Profissional Continental; 1 de categoria Continental e 10 selecções nacionais. Formando assim um pelotão de 90 ciclistas dos que acabaram 80. As equipas participantes foram:
| Equipes profissionais Continentais (4)- Direct Énergie - Arkéa-Samsic - Vital Concept-B&B Hotels - Androni Giocattoli-Sidermec Equipe Continental- ProTouch Equipes nacionais (10)- Argélia - Burquina Fasso - Camarões - Costa do Marfim - Eritreia - Etiópia - Gabão - Marrocos - Ruanda - Maurícia |
| |

## Ciclistas participantes
| Ruanda RWA | Ruanda RWA              | Ruanda RWA |
| ---------- | ----------------------- | ---------- |
| Num        | Ciclista                | Pos        |
| 1          | Joseph Areruya          | 21.        |
| 2          | Jean-Claude Uwizeye     | 36.        |
| 3          | Didier Munyaneza        | 8.         |
| 4          | Samuel Mugisha          | 15.        |
| 5          | Bonaventure Uwezeyimana | 29.        |
| 6          | Yves Nkurunziza         | 48.        |

| Direct Énergie TDE | Direct Énergie TDE      | Direct Énergie TDE |
| ------------------ | ----------------------- | ------------------ |
| Num                | Ciclista                | Pos                |
| 11                 | Yohann Gène (FRA)       | 55.                |
| 12                 | Niccolò Bonifazio (ITA) | 1.                 |
| 13                 | Damien Gaudin (FRA)     | 13.                |
| 14                 | Axel Journiaux (FRA)    | 67.                |
| 15                 | Adrien Petit (FRA)      | 19.                |
| 16                 | Alexandre Pichot (FRA)  | 45.                |

| Eritreia ERI | Eritreia ERI         | Eritreia ERI |
| ------------ | -------------------- | ------------ |
| Num          | Ciclista             | Pos          |
| 21           | Daniel Teklehaimanot | 9.           |
| 22           | Metkel Eyob          | 6.           |
| 23           | Biniam Girmay        | 72.          |
| 24           | Aron Debretsion      | 24.          |
| 25           | Henok Mulubrhan      | 10.          |
| 26           | Sirak Tesfom         | 5.           |

| Arkéa-Samsic PCB | Arkéa-Samsic PCB     | Arkéa-Samsic PCB |
| ---------------- | -------------------- | ---------------- |
| Num              | Ciclista             | Pos              |
| 31               | André Greipel (GER)  | 3.               |
| 32               | Maxime Daniel (FRA)  | 31.              |
| 33               | Brice Feillu (FRA)   | 42.              |
| 34               | Romain Le Roux (FRA) | 47.              |
| 35               | Laurent Pichon (FRA) | 28.              |
| 36               | Alan Riou (FRA)      | 53.              |

| Etiópia ETH | Etiópia ETH                   | Etiópia ETH |
| ----------- | ----------------------------- | ----------- |
| Num         | Ciclista                      | Pos         |
| 41          | Temesgen Buru                 | 26.         |
| 42          | Redwan Ebrahim                | 17.         |
| 43          | Tamrat Meresa Gebrewahd       | 25.         |
| 44          | Fiseha Gebremariam            | 50.         |
| 45          | Tedros Redae                  | 64.         |
| 46          | Kibrom Teklebrhan Haylemaryam | 18.         |

| Androni Giocattoli-Sidermec ANS | Androni Giocattoli-Sidermec ANS | Androni Giocattoli-Sidermec ANS |
| ------------------------------- | ------------------------------- | ------------------------------- |
| Num                             | Ciclista                        | Pos                             |
| 51                              | Alessandro Bisolti (ITA)        | 7.                              |
| 52                              | Matteo Busato (ITA)             | 32.                             |
| 53                              | Marco Frapporti (ITA)           | 44.                             |
| 54                              | Matteo Pelucchi (ITA)           | 75.                             |
| 55                              | Matteo Spreafico (ITA)          | DQ-2                            |
| 56                              | Andrea Vendrame (ITA)           | 14.                             |

| Marrocos MAR | Marrocos MAR    | Marrocos MAR |
| ------------ | --------------- | ------------ |
| Num          | Ciclista        | Pos          |
| 61           | Lahcen Sabbehi  | 37.          |
| 62           | Nabil Maarouf   | 60.          |
| 63           | Youssef Bdadou  | 35.          |
| 64           | Yassine Berjali | DNF-6        |
| 65           | Hichame Akkaoui | 71.          |
| 66           | Mohamed Tamasna | 62.          |

| ProTouch PRO | ProTouch PRO          | ProTouch PRO |
| ------------ | --------------------- | ------------ |
| Num          | Ciclista              | Pos          |
| 71           | Mitchell Eliot (RSA)  | 63.          |
| 72           | Reynard Butler (RSA)  | NP-3         |
| 73           | Songezo Jim (RSA)     | 33.          |
| 74           | Jayde Julius (RSA)    | 61.          |
| 75           | Rohan Du Plooy (RSA)  | 11.          |
| 76           | Pieter Seyffert (RSA) | 79.          |

| Argélia ALG | Argélia ALG            | Argélia ALG |
| ----------- | ---------------------- | ----------- |
| Num         | Ciclista               | Pos         |
| 81          | Youcef Reguigui        | 4.          |
| 82          | Abderahmane Bechlaghem | DNF-2       |
| 83          | Abdellah Ben Youcef    | 56.         |
| 84          | Abderrahmane Hamza     | DNF-4       |
| 85          | Azzedine Lagab         | 30.         |
| 86          | Abderrahmane Mansouri  | 59.         |

| Vital Concept-B&B Hotels VCB | Vital Concept-B&B Hotels VCB | Vital Concept-B&B Hotels VCB |
| ---------------------------- | ---------------------------- | ---------------------------- |
| Num                          | Ciclista                     | Pos                          |
| 91                           | Lorrenzo Manzin (FRA)        | 2.                           |
| 92                           | Maxime Cam (FRA)             | 16.                          |
| 93                           | Corentin Ermenault (FRA)     | 20.                          |
| 94                           | Marc Fournier (FRA)          | 58.                          |
| 95                           | Jérémy Lecroq (FRA)          | 54.                          |
| 96                           | Justin Mottier (FRA)         | 34.                          |

| Gabão GAB | Gabão GAB              | Gabão GAB |
| --------- | ---------------------- | --------- |
| Num       | Ciclista               | Pos       |
| 101       | Geoffroy Ngandamba     | 43.       |
| 102       | Ephrem Ekobena         | HD-2      |
| 103       | Glenn Morvan Moulengui | 68.       |
| 104       | Cédric Tchouta         | 77.       |
| 105       | Leris Moukagni         | HD-2      |
| 106       | Paul Junior Maroga     | HD-2      |

| Maurícia MRI | Maurícia MRI               | Maurícia MRI |
| ------------ | -------------------------- | ------------ |
| Num          | Ciclista                   | Pos          |
| 111          | Olivier Le Court de Billot | 38.          |
| 112          | Dylan Redy                 | 23.          |
| 113          | Fidzerald Rabaye           | 57.          |
| 114          | Alexandre Mayer            | 27.          |
| 115          | Grégory Rougier-Lagane     | 65.          |
| 116          | Matthew How Saw Keng       | 22.          |

| Costa do Marfim CIV | Costa do Marfim CIV    | Costa do Marfim CIV |
| ------------------- | ---------------------- | ------------------- |
| Num                 | Ciclista               | Pos                 |
| 121                 | Issiaka Cissé          | 12.                 |
| 122                 | Kouamé Antoine Kouadio | HD-2                |
| 123                 | Abou Sanogo            | 70.                 |
| 124                 | Konan Daniel Assaholin | DNF-2               |
| 125                 | Souleymane Traoré      | 73.                 |
| 126                 | Bassirou Konté         | 80.                 |

| Camarões CMR | Camarões CMR         | Camarões CMR |
| ------------ | -------------------- | ------------ |
| Num          | Ciclista             | Pos          |
| 131          | Clovis Kamzong       | 41.          |
| 132          | Michel Tientcheu     | 69.          |
| 133          | Arthuce Jodele Tella | 74.          |
| 134          | Robert Fosing        | 40.          |
| 135          | Yannick Nanko        | 66.          |
| 136          | Rodrigue Nounawe     | 78.          |

| Burquina Fasso BUR | Burquina Fasso BUR  | Burquina Fasso BUR |
| ------------------ | ------------------- | ------------------ |
| Num                | Ciclista            | Pos                |
| 141                | Abdoul Aziz Nikiéma | 76.                |
| 142                | Mathias Sorgho      | 46.                |
| 143                | Seydou Bamogo       | 49.                |
| 144                | Salifou Yarbanga    | 51.                |
| 145                | Paul Daumont        | 39.                |
| 146                | Souleymane Koné     | 52.                |

| Ruanda RWA | Ruanda RWA              | Ruanda RWA |
| ---------- | ----------------------- | ---------- |
| Num        | Ciclista                | Pos        |
| 1          | Joseph Areruya          | 21.        |
| 2          | Jean-Claude Uwizeye     | 36.        |
| 3          | Didier Munyaneza        | 8.         |
| 4          | Samuel Mugisha          | 15.        |
| 5          | Bonaventure Uwezeyimana | 29.        |
| 6          | Yves Nkurunziza         | 48.        |

| Direct Énergie TDE | Direct Énergie TDE      | Direct Énergie TDE |
| ------------------ | ----------------------- | ------------------ |
| Num                | Ciclista                | Pos                |
| 11                 | Yohann Gène (FRA)       | 55.                |
| 12                 | Niccolò Bonifazio (ITA) | 1.                 |
| 13                 | Damien Gaudin (FRA)     | 13.                |
| 14                 | Axel Journiaux (FRA)    | 67.                |
| 15                 | Adrien Petit (FRA)      | 19.                |
| 16                 | Alexandre Pichot (FRA)  | 45.                |

| Eritreia ERI | Eritreia ERI         | Eritreia ERI |
| ------------ | -------------------- | ------------ |
| Num          | Ciclista             | Pos          |
| 21           | Daniel Teklehaimanot | 9.           |
| 22           | Metkel Eyob          | 6.           |
| 23           | Biniam Girmay        | 72.          |
| 24           | Aron Debretsion      | 24.          |
| 25           | Henok Mulubrhan      | 10.          |
| 26           | Sirak Tesfom         | 5.           |

| Arkéa-Samsic PCB | Arkéa-Samsic PCB     | Arkéa-Samsic PCB |
| ---------------- | -------------------- | ---------------- |
| Num              | Ciclista             | Pos              |
| 31               | André Greipel (GER)  | 3.               |
| 32               | Maxime Daniel (FRA)  | 31.              |
| 33               | Brice Feillu (FRA)   | 42.              |
| 34               | Romain Le Roux (FRA) | 47.              |
| 35               | Laurent Pichon (FRA) | 28.              |
| 36               | Alan Riou (FRA)      | 53.              |

| Etiópia ETH | Etiópia ETH                   | Etiópia ETH |
| ----------- | ----------------------------- | ----------- |
| Num         | Ciclista                      | Pos         |
| 41          | Temesgen Buru                 | 26.         |
| 42          | Redwan Ebrahim                | 17.         |
| 43          | Tamrat Meresa Gebrewahd       | 25.         |
| 44          | Fiseha Gebremariam            | 50.         |
| 45          | Tedros Redae                  | 64.         |
| 46          | Kibrom Teklebrhan Haylemaryam | 18.         |

| Androni Giocattoli-Sidermec ANS | Androni Giocattoli-Sidermec ANS | Androni Giocattoli-Sidermec ANS |
| ------------------------------- | ------------------------------- | ------------------------------- |
| Num                             | Ciclista                        | Pos                             |
| 51                              | Alessandro Bisolti (ITA)        | 7.                              |
| 52                              | Matteo Busato (ITA)             | 32.                             |
| 53                              | Marco Frapporti (ITA)           | 44.                             |
| 54                              | Matteo Pelucchi (ITA)           | 75.                             |
| 55                              | Matteo Spreafico (ITA)          | DQ-2                            |
| 56                              | Andrea Vendrame (ITA)           | 14.                             |

| Marrocos MAR | Marrocos MAR    | Marrocos MAR |
| ------------ | --------------- | ------------ |
| Num          | Ciclista        | Pos          |
| 61           | Lahcen Sabbehi  | 37.          |
| 62           | Nabil Maarouf   | 60.          |
| 63           | Youssef Bdadou  | 35.          |
| 64           | Yassine Berjali | DNF-6        |
| 65           | Hichame Akkaoui | 71.          |
| 66           | Mohamed Tamasna | 62.          |

| ProTouch PRO | ProTouch PRO          | ProTouch PRO |
| ------------ | --------------------- | ------------ |
| Num          | Ciclista              | Pos          |
| 71           | Mitchell Eliot (RSA)  | 63.          |
| 72           | Reynard Butler (RSA)  | NP-3         |
| 73           | Songezo Jim (RSA)     | 33.          |
| 74           | Jayde Julius (RSA)    | 61.          |
| 75           | Rohan Du Plooy (RSA)  | 11.          |
| 76           | Pieter Seyffert (RSA) | 79.          |

| Argélia ALG | Argélia ALG            | Argélia ALG |
| ----------- | ---------------------- | ----------- |
| Num         | Ciclista               | Pos         |
| 81          | Youcef Reguigui        | 4.          |
| 82          | Abderahmane Bechlaghem | DNF-2       |
| 83          | Abdellah Ben Youcef    | 56.         |
| 84          | Abderrahmane Hamza     | DNF-4       |
| 85          | Azzedine Lagab         | 30.         |
| 86          | Abderrahmane Mansouri  | 59.         |

| Vital Concept-B&B Hotels VCB | Vital Concept-B&B Hotels VCB | Vital Concept-B&B Hotels VCB |
| ---------------------------- | ---------------------------- | ---------------------------- |
| Num                          | Ciclista                     | Pos                          |
| 91                           | Lorrenzo Manzin (FRA)        | 2.                           |
| 92                           | Maxime Cam (FRA)             | 16.                          |
| 93                           | Corentin Ermenault (FRA)     | 20.                          |
| 94                           | Marc Fournier (FRA)          | 58.                          |
| 95                           | Jérémy Lecroq (FRA)          | 54.                          |
| 96                           | Justin Mottier (FRA)         | 34.                          |

| Gabão GAB | Gabão GAB              | Gabão GAB |
| --------- | ---------------------- | --------- |
| Num       | Ciclista               | Pos       |
| 101       | Geoffroy Ngandamba     | 43.       |
| 102       | Ephrem Ekobena         | HD-2      |
| 103       | Glenn Morvan Moulengui | 68.       |
| 104       | Cédric Tchouta         | 77.       |
| 105       | Leris Moukagni         | HD-2      |
| 106       | Paul Junior Maroga     | HD-2      |

| Maurícia MRI | Maurícia MRI               | Maurícia MRI |
| ------------ | -------------------------- | ------------ |
| Num          | Ciclista                   | Pos          |
| 111          | Olivier Le Court de Billot | 38.          |
| 112          | Dylan Redy                 | 23.          |
| 113          | Fidzerald Rabaye           | 57.          |
| 114          | Alexandre Mayer            | 27.          |
| 115          | Grégory Rougier-Lagane     | 65.          |
| 116          | Matthew How Saw Keng       | 22.          |

| Costa do Marfim CIV | Costa do Marfim CIV    | Costa do Marfim CIV |
| ------------------- | ---------------------- | ------------------- |
| Num                 | Ciclista               | Pos                 |
| 121                 | Issiaka Cissé          | 12.                 |
| 122                 | Kouamé Antoine Kouadio | HD-2                |
| 123                 | Abou Sanogo            | 70.                 |
| 124                 | Konan Daniel Assaholin | DNF-2               |
| 125                 | Souleymane Traoré      | 73.                 |
| 126                 | Bassirou Konté         | 80.                 |

| Camarões CMR | Camarões CMR         | Camarões CMR |
| ------------ | -------------------- | ------------ |
| Num          | Ciclista             | Pos          |
| 131          | Clovis Kamzong       | 41.          |
| 132          | Michel Tientcheu     | 69.          |
| 133          | Arthuce Jodele Tella | 74.          |
| 134          | Robert Fosing        | 40.          |
| 135          | Yannick Nanko        | 66.          |
| 136          | Rodrigue Nounawe     | 78.          |

| Burquina Fasso BUR | Burquina Fasso BUR  | Burquina Fasso BUR |
| ------------------ | ------------------- | ------------------ |
| Num                | Ciclista            | Pos                |
| 141                | Abdoul Aziz Nikiéma | 76.                |
| 142                | Mathias Sorgho      | 46.                |
| 143                | Seydou Bamogo       | 49.                |
| 144                | Salifou Yarbanga    | 51.                |
| 145                | Paul Daumont        | 39.                |
| 146                | Souleymane Koné     | 52.                |

## Percorrido
A Tropicale Amissa Bongo dispôs de sete etapas para um percurso total de 860 quilómetros.
| Etapa | Data    | Percurso              | type            | Distância (km) | Vencedor          | Líder geral       |
| ----- | ------- | --------------------- | --------------- | -------------- | ----------------- | ----------------- |
| 1     | 21 jan. | Bongoville – Moanda   | etapa escarpada | 100            | Niccolò Bonifazio | Niccolò Bonifazio |
| 2     | 22 jan. | Franceville – Okondja | etapa plana     | 170            | Niccolò Bonifazio | Niccolò Bonifazio |
| 3     | 23 jan. | Lekoni – Franceville  | etapa plana     | 100            | Biniam Girmay     | Niccolò Bonifazio |
| 4     | 24 jan. | Mitzic – Oyem         | etapa plana     | 120            | Lorrenzo Manzin   | Niccolò Bonifazio |
| 5     | 25 jan. | Bitam – Mongomo       | etapa plana     | 120            | Niccolò Bonifazio | Niccolò Bonifazio |
| 6     | 26 jan. | Bitam – Oyem          | etapa plana     | 110            | André Greipel     | Niccolò Bonifazio |
| 7     | 27 jan. | Nkok – Libreville     | etapa plana     | 140            | Lorrenzo Manzin   | Niccolò Bonifazio |

## Desenvolvimento da carreira

### 1.ª etapa
| Bongoville - Moanda | etapa escarpada | (100 km) |

| \| Classificação por etapas \| Classificação por etapas \| Classificação por etapas \| Classificação por etapas \| Classificação por etapas \| \| Ciclista \| Ciclista \| Equipe \| Tempo \| \| \| ------------------------ \| ------------------------ \| --------------------------- \| ------------------------ \| ------------------------ \| \| 1. \| Niccolò Bonifazio \| Direct Énergie \| 2h43m23s \| \| \| 2. \| Lorrenzo Manzin \| Vital Concept-B&B Hotels \| + 0s \| \| \| 3. \| André Greipel \| Arkéa-Samsic \| + 0s \| \| \| 4. \| Youcef Reguigui \| Argélia \| + 0s \| \| \| 5. \| Henok Mulubrhan \| Eritreia \| + 0s \| \| \| 6. \| Alexandre Pichot \| Direct Énergie \| + 0s \| \| \| 7. \| Rohan Du Plooy \| ProTouch \| + 0s \| \| \| 8. \| Andrea Vendrame \| Androni Giocattoli-Sidermec \| + 0s \| \| \| 9. \| Abderrahmane Hamza \| Argélia \| + 0s \| \| \| 10. \| Sirak Tesfom \| Eritreia \| + 0s \| \| |                    |                             |          |
| |                    |                             |          |
| |                    |                             |          |
| Classificação por etapas |                    |                             |          |
| Ciclista | Ciclista           | Equipe                      | Tempo    |
| 1. | Niccolò Bonifazio  | Direct Énergie              | 2h43m23s |
| 2. | Lorrenzo Manzin    | Vital Concept-B&B Hotels    | + 0s     |
| 3. | André Greipel      | Arkéa-Samsic                | + 0s     |
| 4. | Youcef Reguigui    | Argélia                     | + 0s     |
| 5. | Henok Mulubrhan    | Eritreia                    | + 0s     |
| 6. | Alexandre Pichot   | Direct Énergie              | + 0s     |
| 7. | Rohan Du Plooy     | ProTouch                    | + 0s     |
| 8. | Andrea Vendrame    | Androni Giocattoli-Sidermec | + 0s     |
| 9. | Abderrahmane Hamza | Argélia                     | + 0s     |
| 10. | Sirak Tesfom       | Eritreia                    | + 0s     |

| \| Classificação geral \| Classificação geral \| Classificação geral \| Classificação geral \| Classificação geral \| \| Ciclista \| Ciclista \| Equipe \| Tempo \| \| \| ------------------- \| ------------------- \| --------------------------- \| ------------------- \| ------------------- \| \| 1. \| Niccolò Bonifazio \| Direct Énergie \| 2h43m13s \| \| \| 2. \| Sirak Tesfom \| Eritreia \| + 2s \| \| \| 3. \| Didier Munyaneza \| Ruanda \| + 3s \| \| \| 4. \| Lorrenzo Manzin \| Vital Concept-B&B Hotels \| + 4s \| \| \| 5. \| André Greipel \| Arkéa-Samsic \| + 6s \| \| \| 6. \| Youcef Reguigui \| Argélia \| + 10s \| \| \| 7. \| Henok Mulubrhan \| Eritreia \| + 10s \| \| \| 8. \| Alexandre Pichot \| Direct Énergie \| + 10s \| \| \| 9. \| Rohan Du Plooy \| ProTouch \| + 10s \| \| \| 10. \| Andrea Vendrame \| Androni Giocattoli-Sidermec \| + 10s \| \| |                   |                             |          |
| |                   |                             |          |
| |                   |                             |          |
| Classificação geral |                   |                             |          |
| Ciclista | Ciclista          | Equipe                      | Tempo    |
| 1. | Niccolò Bonifazio | Direct Énergie              | 2h43m13s |
| 2. | Sirak Tesfom      | Eritreia                    | + 2s     |
| 3. | Didier Munyaneza  | Ruanda                      | + 3s     |
| 4. | Lorrenzo Manzin   | Vital Concept-B&B Hotels    | + 4s     |
| 5. | André Greipel     | Arkéa-Samsic                | + 6s     |
| 6. | Youcef Reguigui   | Argélia                     | + 10s    |
| 7. | Henok Mulubrhan   | Eritreia                    | + 10s    |
| 8. | Alexandre Pichot  | Direct Énergie              | + 10s    |
| 9. | Rohan Du Plooy    | ProTouch                    | + 10s    |
| 10. | Andrea Vendrame   | Androni Giocattoli-Sidermec | + 10s    |

### 2.ª etapa
| Franceville - Okondja | etapa plana | (170 km) |

| \| Classificação por etapas \| Classificação por etapas \| Classificação por etapas \| Classificação por etapas \| Classificação por etapas \| \| Ciclista \| Ciclista \| Equipe \| Tempo \| \| \| ------------------------ \| ------------------------ \| --------------------------- \| ------------------------ \| ------------------------ \| \| 1. \| Niccolò Bonifazio \| Direct Énergie \| 4h04m23s \| \| \| 2. \| André Greipel \| Arkéa-Samsic \| + 0s \| \| \| 3. \| Bonaventure Uwezeyimana \| Ruanda \| + 0s \| \| \| 4. \| Andrea Vendrame \| Androni Giocattoli-Sidermec \| + 0s \| \| \| 5. \| Fiseha Gebremariam \| Etiópia \| + 0s \| \| \| 6. \| Youcef Reguigui \| Argélia \| + 0s \| \| \| 7. \| Metkel Eyob \| Eritreia \| + 0s \| \| \| 8. \| Redwan Ebrahim \| Etiópia \| + 0s \| \| \| 9. \| Alexandre Mayer \| Maurícia \| + 0s \| \| \| 10. \| Lahcen Sabbehi \| Marrocos \| + 0s \| \| |                         |                             |          |
| |                         |                             |          |
| |                         |                             |          |
| Classificação por etapas |                         |                             |          |
| Ciclista | Ciclista                | Equipe                      | Tempo    |
| 1. | Niccolò Bonifazio       | Direct Énergie              | 4h04m23s |
| 2. | André Greipel           | Arkéa-Samsic                | + 0s     |
| 3. | Bonaventure Uwezeyimana | Ruanda                      | + 0s     |
| 4. | Andrea Vendrame         | Androni Giocattoli-Sidermec | + 0s     |
| 5. | Fiseha Gebremariam      | Etiópia                     | + 0s     |
| 6. | Youcef Reguigui         | Argélia                     | + 0s     |
| 7. | Metkel Eyob             | Eritreia                    | + 0s     |
| 8. | Redwan Ebrahim          | Etiópia                     | + 0s     |
| 9. | Alexandre Mayer         | Maurícia                    | + 0s     |
| 10. | Lahcen Sabbehi          | Marrocos                    | + 0s     |

| \| Classificação geral \| Classificação geral \| Classificação geral \| Classificação geral \| Classificação geral \| \| Ciclista \| Ciclista \| Equipe \| Tempo \| \| \| ------------------- \| ----------------------- \| ------------------------ \| ------------------- \| ------------------- \| \| 1. \| Niccolò Bonifazio \| Direct Énergie \| 6h47m26s \| \| \| 2. \| Sirak Tesfom \| Eritreia \| + 9s \| \| \| 3. \| André Greipel \| Arkéa-Samsic \| + 10s \| \| \| 4. \| Didier Munyaneza \| Ruanda \| + 13s \| \| \| 5. \| Lorrenzo Manzin \| Vital Concept-B&B Hotels \| + 14s \| \| \| 6. \| Bonaventure Uwezeyimana \| Ruanda \| + 16s \| \| \| 7. \| Daniel Teklehaimanot \| Eritreia \| + 17s \| \| \| 8. \| Rohan Du Plooy \| ProTouch \| + 18s \| \| \| 9. \| Adrien Petit \| Direct Énergie \| + 19s \| \| \| 10. \| Youcef Reguigui \| Argélia \| + 20s \| \| |                         |                          |          |
| |                         |                          |          |
| |                         |                          |          |
| Classificação geral |                         |                          |          |
| Ciclista | Ciclista                | Equipe                   | Tempo    |
| 1. | Niccolò Bonifazio       | Direct Énergie           | 6h47m26s |
| 2. | Sirak Tesfom            | Eritreia                 | + 9s     |
| 3. | André Greipel           | Arkéa-Samsic             | + 10s    |
| 4. | Didier Munyaneza        | Ruanda                   | + 13s    |
| 5. | Lorrenzo Manzin         | Vital Concept-B&B Hotels | + 14s    |
| 6. | Bonaventure Uwezeyimana | Ruanda                   | + 16s    |
| 7. | Daniel Teklehaimanot    | Eritreia                 | + 17s    |
| 8. | Rohan Du Plooy          | ProTouch                 | + 18s    |
| 9. | Adrien Petit            | Direct Énergie           | + 19s    |
| 10. | Youcef Reguigui         | Argélia                  | + 20s    |

### 3.ª etapa
| Lekoni - Franceville | etapa plana | (100 km) |

| \| Classificação por etapas \| Classificação por etapas \| Classificação por etapas \| Classificação por etapas \| Classificação por etapas \| \| Ciclista \| Ciclista \| Equipe \| Tempo \| \| \| ------------------------ \| ------------------------ \| --------------------------- \| ------------------------ \| ------------------------ \| \| 1. \| Biniam Girmay \| Eritreia \| 2h35m09s \| \| \| 2. \| Youcef Reguigui \| Argélia \| + 0s \| \| \| 3. \| Niccolò Bonifazio \| Direct Énergie \| + 0s \| \| \| 4. \| Lorrenzo Manzin \| Vital Concept-B&B Hotels \| + 0s \| \| \| 5. \| André Greipel \| Arkéa-Samsic \| + 0s \| \| \| 6. \| Andrea Vendrame \| Androni Giocattoli-Sidermec \| + 0s \| \| \| 7. \| Rohan Du Plooy \| ProTouch \| + 0s \| \| \| 8. \| Henok Mulubrhan \| Eritreia \| + 0s \| \| \| 9. \| Alessandro Bisolti \| Androni Giocattoli-Sidermec \| + 0s \| \| \| 10. \| Issiaka Cissé \| Costa do Marfim \| + 0s \| \| |                    |                             |          |
| |                    |                             |          |
| |                    |                             |          |
| Classificação por etapas |                    |                             |          |
| Ciclista | Ciclista           | Equipe                      | Tempo    |
| 1. | Biniam Girmay      | Eritreia                    | 2h35m09s |
| 2. | Youcef Reguigui    | Argélia                     | + 0s     |
| 3. | Niccolò Bonifazio  | Direct Énergie              | + 0s     |
| 4. | Lorrenzo Manzin    | Vital Concept-B&B Hotels    | + 0s     |
| 5. | André Greipel      | Arkéa-Samsic                | + 0s     |
| 6. | Andrea Vendrame    | Androni Giocattoli-Sidermec | + 0s     |
| 7. | Rohan Du Plooy     | ProTouch                    | + 0s     |
| 8. | Henok Mulubrhan    | Eritreia                    | + 0s     |
| 9. | Alessandro Bisolti | Androni Giocattoli-Sidermec | + 0s     |
| 10. | Issiaka Cissé      | Costa do Marfim             | + 0s     |

| \| Classificação geral \| Classificação geral \| Classificação geral \| Classificação geral \| Classificação geral \| \| Ciclista \| Ciclista \| Equipe \| Tempo \| \| \| ------------------- \| -------------------- \| ------------------------ \| ------------------- \| ------------------- \| \| 1. \| Niccolò Bonifazio \| Direct Énergie \| \| \| \| 2. \| Sirak Tesfom \| Eritreia \| + 13s \| \| \| 3. \| André Greipel \| Arkéa-Samsic \| + 14s \| \| \| 4. \| Youcef Reguigui \| Argélia \| + 17s \| \| \| 5. \| Didier Munyaneza \| Ruanda \| + 17s \| \| \| 6. \| Lorrenzo Manzin \| Vital Concept-B&B Hotels \| + 18s \| \| \| 7. \| Metkel Eyob \| Eritreia \| + 19s \| \| \| 8. \| Henok Mulubrhan \| Eritreia \| + 21s \| \| \| 9. \| Daniel Teklehaimanot \| Eritreia \| + 21s \| \| \| 10. \| Rohan Du Plooy \| ProTouch \| + 22s \| \| |                      |                          |       |
| |                      |                          |       |
| |                      |                          |       |
| Classificação geral |                      |                          |       |
| Ciclista | Ciclista             | Equipe                   | Tempo |
| 1. | Niccolò Bonifazio    | Direct Énergie           |       |
| 2. | Sirak Tesfom         | Eritreia                 | + 13s |
| 3. | André Greipel        | Arkéa-Samsic             | + 14s |
| 4. | Youcef Reguigui      | Argélia                  | + 17s |
| 5. | Didier Munyaneza     | Ruanda                   | + 17s |
| 6. | Lorrenzo Manzin      | Vital Concept-B&B Hotels | + 18s |
| 7. | Metkel Eyob          | Eritreia                 | + 19s |
| 8. | Henok Mulubrhan      | Eritreia                 | + 21s |
| 9. | Daniel Teklehaimanot | Eritreia                 | + 21s |
| 10. | Rohan Du Plooy       | ProTouch                 | + 22s |

### 4.ª etapa
| Mitzic - Oyem | etapa plana | (120 km) |

| \| Classificação por etapas \| Classificação por etapas \| Classificação por etapas \| Classificação por etapas \| Classificação por etapas \| \| Ciclista \| Ciclista \| Equipe \| Tempo \| \| \| ------------------------ \| ------------------------ \| --------------------------- \| ------------------------ \| ------------------------ \| \| 1. \| Lorrenzo Manzin \| Vital Concept-B&B Hotels \| 2h35m24s \| \| \| 2. \| Niccolò Bonifazio \| Direct Énergie \| + 0s \| \| \| 3. \| Matteo Pelucchi \| Androni Giocattoli-Sidermec \| + 0s \| \| \| 4. \| André Greipel \| Arkéa-Samsic \| + 0s \| \| \| 5. \| Youcef Reguigui \| Argélia \| + 0s \| \| \| 6. \| Andrea Vendrame \| Androni Giocattoli-Sidermec \| + 0s \| \| \| 7. \| Henok Mulubrhan \| Eritreia \| + 0s \| \| \| 8. \| Metkel Eyob \| Eritreia \| + 0s \| \| \| 9. \| Bonaventure Uwezeyimana \| Ruanda \| + 0s \| \| \| 10. \| Rohan Du Plooy \| ProTouch \| + 0s \| \| |                         |                             |          |
| |                         |                             |          |
| |                         |                             |          |
| Classificação por etapas |                         |                             |          |
| Ciclista | Ciclista                | Equipe                      | Tempo    |
| 1. | Lorrenzo Manzin         | Vital Concept-B&B Hotels    | 2h35m24s |
| 2. | Niccolò Bonifazio       | Direct Énergie              | + 0s     |
| 3. | Matteo Pelucchi         | Androni Giocattoli-Sidermec | + 0s     |
| 4. | André Greipel           | Arkéa-Samsic                | + 0s     |
| 5. | Youcef Reguigui         | Argélia                     | + 0s     |
| 6. | Andrea Vendrame         | Androni Giocattoli-Sidermec | + 0s     |
| 7. | Henok Mulubrhan         | Eritreia                    | + 0s     |
| 8. | Metkel Eyob             | Eritreia                    | + 0s     |
| 9. | Bonaventure Uwezeyimana | Ruanda                      | + 0s     |
| 10. | Rohan Du Plooy          | ProTouch                    | + 0s     |

| \| Classificação geral \| Classificação geral \| Classificação geral \| Classificação geral \| Classificação geral \| \| Ciclista \| Ciclista \| Equipe \| Tempo \| \| \| ------------------- \| -------------------- \| ------------------------ \| ------------------- \| ------------------- \| \| 1. \| Niccolò Bonifazio \| Direct Énergie \| 11h57m49s \| \| \| 2. \| Lorrenzo Manzin \| Vital Concept-B&B Hotels \| + 14s \| \| \| 3. \| Sirak Tesfom \| Eritreia \| + 16s \| \| \| 4. \| André Greipel \| Arkéa-Samsic \| + 20s \| \| \| 5. \| Youcef Reguigui \| Argélia \| + 23s \| \| \| 6. \| Didier Munyaneza \| Ruanda \| + 23s \| \| \| 7. \| Daniel Teklehaimanot \| Eritreia \| + 24s \| \| \| 8. \| Metkel Eyob \| Eritreia \| + 25s \| \| \| 9. \| Henok Mulubrhan \| Eritreia \| + 27s \| \| \| 10. \| Rohan Du Plooy \| ProTouch \| + 28s \| \| |                      |                          |           |
| |                      |                          |           |
| |                      |                          |           |
| Classificação geral |                      |                          |           |
| Ciclista | Ciclista             | Equipe                   | Tempo     |
| 1. | Niccolò Bonifazio    | Direct Énergie           | 11h57m49s |
| 2. | Lorrenzo Manzin      | Vital Concept-B&B Hotels | + 14s     |
| 3. | Sirak Tesfom         | Eritreia                 | + 16s     |
| 4. | André Greipel        | Arkéa-Samsic             | + 20s     |
| 5. | Youcef Reguigui      | Argélia                  | + 23s     |
| 6. | Didier Munyaneza     | Ruanda                   | + 23s     |
| 7. | Daniel Teklehaimanot | Eritreia                 | + 24s     |
| 8. | Metkel Eyob          | Eritreia                 | + 25s     |
| 9. | Henok Mulubrhan      | Eritreia                 | + 27s     |
| 10. | Rohan Du Plooy       | ProTouch                 | + 28s     |

### 5.ª etapa
| Bitam - Mongomo | etapa plana | (120 km) |

| \| Classificação por etapas \| Classificação por etapas \| Classificação por etapas \| Classificação por etapas \| Classificação por etapas \| \| Ciclista \| Ciclista \| Equipe \| Tempo \| \| \| ------------------------ \| ------------------------ \| --------------------------- \| ------------------------ \| ------------------------ \| \| 1. \| Niccolò Bonifazio \| Direct Énergie \| 3h04m52s \| \| \| 2. \| Youcef Reguigui \| Argélia \| + 0s \| \| \| 3. \| Lorrenzo Manzin \| Vital Concept-B&B Hotels \| + 0s \| \| \| 4. \| Matteo Pelucchi \| Androni Giocattoli-Sidermec \| + 0s \| \| \| 5. \| Biniam Girmay \| Eritreia \| + 0s \| \| \| 6. \| André Greipel \| Arkéa-Samsic \| + 0s \| \| \| 7. \| Rohan Du Plooy \| ProTouch \| + 0s \| \| \| 8. \| Henok Mulubrhan \| Eritreia \| + 0s \| \| \| 9. \| Andrea Vendrame \| Androni Giocattoli-Sidermec \| + 0s \| \| \| 10. \| Alexandre Mayer \| Maurícia \| + 0s \| \| |                   |                             |          |
| |                   |                             |          |
| |                   |                             |          |
| Classificação por etapas |                   |                             |          |
| Ciclista | Ciclista          | Equipe                      | Tempo    |
| 1. | Niccolò Bonifazio | Direct Énergie              | 3h04m52s |
| 2. | Youcef Reguigui   | Argélia                     | + 0s     |
| 3. | Lorrenzo Manzin   | Vital Concept-B&B Hotels    | + 0s     |
| 4. | Matteo Pelucchi   | Androni Giocattoli-Sidermec | + 0s     |
| 5. | Biniam Girmay     | Eritreia                    | + 0s     |
| 6. | André Greipel     | Arkéa-Samsic                | + 0s     |
| 7. | Rohan Du Plooy    | ProTouch                    | + 0s     |
| 8. | Henok Mulubrhan   | Eritreia                    | + 0s     |
| 9. | Andrea Vendrame   | Androni Giocattoli-Sidermec | + 0s     |
| 10. | Alexandre Mayer   | Maurícia                    | + 0s     |

| \| Classificação geral \| Classificação geral \| Classificação geral \| Classificação geral \| Classificação geral \| \| Ciclista \| Ciclista \| Equipe \| Tempo \| \| \| ------------------- \| -------------------- \| ------------------------ \| ------------------- \| ------------------- \| \| 1. \| Niccolò Bonifazio \| Direct Énergie \| 15h02m30s \| \| \| 2. \| Lorrenzo Manzin \| Vital Concept-B&B Hotels \| + 20s \| \| \| 3. \| Sirak Tesfom \| Eritreia \| + 26s \| \| \| 4. \| Youcef Reguigui \| Argélia \| + 27s \| \| \| 5. \| Metkel Eyob \| Eritreia \| + 28s \| \| \| 6. \| André Greipel \| Arkéa-Samsic \| + 30s \| \| \| 7. \| Didier Munyaneza \| Ruanda \| + 33s \| \| \| 8. \| Daniel Teklehaimanot \| Eritreia \| + 34s \| \| \| 9. \| Henok Mulubrhan \| Eritreia \| + 37s \| \| \| 10. \| Rohan Du Plooy \| ProTouch \| + 38s \| \| |                      |                          |           |
| |                      |                          |           |
| |                      |                          |           |
| Classificação geral |                      |                          |           |
| Ciclista | Ciclista             | Equipe                   | Tempo     |
| 1. | Niccolò Bonifazio    | Direct Énergie           | 15h02m30s |
| 2. | Lorrenzo Manzin      | Vital Concept-B&B Hotels | + 20s     |
| 3. | Sirak Tesfom         | Eritreia                 | + 26s     |
| 4. | Youcef Reguigui      | Argélia                  | + 27s     |
| 5. | Metkel Eyob          | Eritreia                 | + 28s     |
| 6. | André Greipel        | Arkéa-Samsic             | + 30s     |
| 7. | Didier Munyaneza     | Ruanda                   | + 33s     |
| 8. | Daniel Teklehaimanot | Eritreia                 | + 34s     |
| 9. | Henok Mulubrhan      | Eritreia                 | + 37s     |
| 10. | Rohan Du Plooy       | ProTouch                 | + 38s     |

### 6.ª etapa
| Bitam - Oyem | etapa plana | (110 km) |

| \| Classificação por etapas \| Classificação por etapas \| Classificação por etapas \| Classificação por etapas \| Classificação por etapas \| \| Ciclista \| Ciclista \| Equipe \| Tempo \| \| \| ------------------------ \| ------------------------ \| --------------------------- \| ------------------------ \| ------------------------ \| \| 1. \| André Greipel \| Arkéa-Samsic \| 2h30m54s \| \| \| 2. \| Youcef Reguigui \| Argélia \| + 0s \| \| \| 3. \| Lorrenzo Manzin \| Vital Concept-B&B Hotels \| + 0s \| \| \| 4. \| Matteo Pelucchi \| Androni Giocattoli-Sidermec \| + 0s \| \| \| 5. \| Biniam Girmay \| Eritreia \| + 0s \| \| \| 6. \| Maxime Cam \| Vital Concept-B&B Hotels \| + 0s \| \| \| 7. \| Niccolò Bonifazio \| Direct Énergie \| + 0s \| \| \| 8. \| Redwan Ebrahim \| Etiópia \| + 0s \| \| \| 9. \| Andrea Vendrame \| Androni Giocattoli-Sidermec \| + 0s \| \| \| 10. \| Daniel Teklehaimanot \| Eritreia \| + 0s \| \| |                      |                             |          |
| |                      |                             |          |
| |                      |                             |          |
| Classificação por etapas |                      |                             |          |
| Ciclista | Ciclista             | Equipe                      | Tempo    |
| 1. | André Greipel        | Arkéa-Samsic                | 2h30m54s |
| 2. | Youcef Reguigui      | Argélia                     | + 0s     |
| 3. | Lorrenzo Manzin      | Vital Concept-B&B Hotels    | + 0s     |
| 4. | Matteo Pelucchi      | Androni Giocattoli-Sidermec | + 0s     |
| 5. | Biniam Girmay        | Eritreia                    | + 0s     |
| 6. | Maxime Cam           | Vital Concept-B&B Hotels    | + 0s     |
| 7. | Niccolò Bonifazio    | Direct Énergie              | + 0s     |
| 8. | Redwan Ebrahim       | Etiópia                     | + 0s     |
| 9. | Andrea Vendrame      | Androni Giocattoli-Sidermec | + 0s     |
| 10. | Daniel Teklehaimanot | Eritreia                    | + 0s     |

| \| Classificação geral \| Classificação geral \| Classificação geral \| Classificação geral \| Classificação geral \| \| Ciclista \| Ciclista \| Equipe \| Tempo \| \| \| ------------------- \| -------------------- \| ------------------------ \| ------------------- \| ------------------- \| \| 1. \| Niccolò Bonifazio \| Direct Énergie \| 17h33m24s \| \| \| 2. \| Lorrenzo Manzin \| Vital Concept-B&B Hotels \| + 16s \| \| \| 3. \| André Greipel \| Arkéa-Samsic \| + 20s \| \| \| 4. \| Youcef Reguigui \| Argélia \| + 21s \| \| \| 5. \| Sirak Tesfom \| Eritreia \| + 26s \| \| \| 6. \| Metkel Eyob \| Eritreia \| + 28s \| \| \| 7. \| Didier Munyaneza \| Ruanda \| + 33s \| \| \| 8. \| Daniel Teklehaimanot \| Eritreia \| + 34s \| \| \| 9. \| Henok Mulubrhan \| Eritreia \| + 37s \| \| \| 10. \| Rohan Du Plooy \| ProTouch \| + 38s \| \| |                      |                          |           |
| |                      |                          |           |
| |                      |                          |           |
| Classificação geral |                      |                          |           |
| Ciclista | Ciclista             | Equipe                   | Tempo     |
| 1. | Niccolò Bonifazio    | Direct Énergie           | 17h33m24s |
| 2. | Lorrenzo Manzin      | Vital Concept-B&B Hotels | + 16s     |
| 3. | André Greipel        | Arkéa-Samsic             | + 20s     |
| 4. | Youcef Reguigui      | Argélia                  | + 21s     |
| 5. | Sirak Tesfom         | Eritreia                 | + 26s     |
| 6. | Metkel Eyob          | Eritreia                 | + 28s     |
| 7. | Didier Munyaneza     | Ruanda                   | + 33s     |
| 8. | Daniel Teklehaimanot | Eritreia                 | + 34s     |
| 9. | Henok Mulubrhan      | Eritreia                 | + 37s     |
| 10. | Rohan Du Plooy       | ProTouch                 | + 38s     |

### 7.ª etapa
| Nkok - Libreville | etapa plana | (140 km) |

| \| Classificação por etapas \| Classificação por etapas \| Classificação por etapas \| Classificação por etapas \| Classificação por etapas \| \| Ciclista \| Ciclista \| Equipe \| Tempo \| \| \| ------------------------ \| ------------------------ \| --------------------------- \| ------------------------ \| ------------------------ \| \| 1. \| Lorrenzo Manzin \| Vital Concept-B&B Hotels \| 3h06m01s \| \| \| 2. \| André Greipel \| Arkéa-Samsic \| + 0s \| \| \| 3. \| Youcef Reguigui \| Argélia \| + 0s \| \| \| 4. \| Biniam Girmay \| Eritreia \| + 0s \| \| \| 5. \| Matteo Pelucchi \| Androni Giocattoli-Sidermec \| + 0s \| \| \| 6. \| Henok Mulubrhan \| Eritreia \| + 0s \| \| \| 7. \| Niccolò Bonifazio \| Direct Énergie \| + 0s \| \| \| 8. \| Rohan Du Plooy \| ProTouch \| + 0s \| \| \| 9. \| Bonaventure Uwezeyimana \| Ruanda \| + 0s \| \| \| 10. \| Issiaka Cissé \| Costa do Marfim \| + 0s \| \| |                         |                             |          |
| |                         |                             |          |
| |                         |                             |          |
| Classificação por etapas |                         |                             |          |
| Ciclista | Ciclista                | Equipe                      | Tempo    |
| 1. | Lorrenzo Manzin         | Vital Concept-B&B Hotels    | 3h06m01s |
| 2. | André Greipel           | Arkéa-Samsic                | + 0s     |
| 3. | Youcef Reguigui         | Argélia                     | + 0s     |
| 4. | Biniam Girmay           | Eritreia                    | + 0s     |
| 5. | Matteo Pelucchi         | Androni Giocattoli-Sidermec | + 0s     |
| 6. | Henok Mulubrhan         | Eritreia                    | + 0s     |
| 7. | Niccolò Bonifazio       | Direct Énergie              | + 0s     |
| 8. | Rohan Du Plooy          | ProTouch                    | + 0s     |
| 9. | Bonaventure Uwezeyimana | Ruanda                      | + 0s     |
| 10. | Issiaka Cissé           | Costa do Marfim             | + 0s     |

## Classificações finais
- As classificações finalizaram da seguinte forma:[5]

### Classificação geral
| \| Classificação geral \| Classificação geral \| Classificação geral \| Classificação geral \| Classificação geral \| \| Ciclista \| Ciclista \| Equipe \| Tempo \| \| \| ------------------- \| -------------------- \| --------------------------- \| ------------------- \| ------------------- \| \| 1. \| Niccolò Bonifazio \| Direct Énergie \| 20h39m25s \| \| \| 2. \| Lorrenzo Manzin \| Vital Concept-B&B Hotels \| + 6s \| \| \| 3. \| André Greipel \| Arkéa-Samsic \| + 14s \| \| \| 4. \| Youcef Reguigui \| Argélia \| + 17s \| \| \| 5. \| Sirak Tesfom \| Eritreia \| + 26s \| \| \| 6. \| Metkel Eyob \| Eritreia \| + 28s \| \| \| 7. \| Alessandro Bisolti \| Androni Giocattoli-Sidermec \| + 32s \| \| \| 8. \| Didier Munyaneza \| Ruanda \| + 33s \| \| \| 9. \| Daniel Teklehaimanot \| Eritreia \| + 34s \| \| \| 10. \| Henok Mulubrhan \| Eritreia \| + 37s \| \| |                      |                             |           |
| |                      |                             |           |
| Fonte: ProCyclingStats |                      |                             |           |
| Classificação geral |                      |                             |           |
| Ciclista | Ciclista             | Equipe                      | Tempo     |
| 1. | Niccolò Bonifazio    | Direct Énergie              | 20h39m25s |
| 2. | Lorrenzo Manzin      | Vital Concept-B&B Hotels    | + 6s      |
| 3. | André Greipel        | Arkéa-Samsic                | + 14s     |
| 4. | Youcef Reguigui      | Argélia                     | + 17s     |
| 5. | Sirak Tesfom         | Eritreia                    | + 26s     |
| 6. | Metkel Eyob          | Eritreia                    | + 28s     |
| 7. | Alessandro Bisolti   | Androni Giocattoli-Sidermec | + 32s     |
| 8. | Didier Munyaneza     | Ruanda                      | + 33s     |
| 9. | Daniel Teklehaimanot | Eritreia                    | + 34s     |
| 10. | Henok Mulubrhan      | Eritreia                    | + 37s     |

### Classificação da montanha
| Classificação da montanha | Classificação da montanha | Classificação da montanha   | Classificação da montanha | Classificação da montanha |
| Ciclista                  | Ciclista                  | Equipe                      | Pontos                    |                           |
| ------------------------- | ------------------------- | --------------------------- | ------------------------- | ------------------------- |
| 1.                        | Sirak Tesfom              | Eritreia                    | 21 pts                    |                           |
| 2.                        | Marco Frapporti           | Androni Giocattoli-Sidermec | 18 pts                    |                           |
| 3.                        | Abderrahmane Mansouri     | Argélia                     | 16 pts                    |                           |
| 4.                        | Samuel Mugisha            | Ruanda                      | 12 pts                    |                           |
| 5.                        | Matteo Busato             | Androni Giocattoli-Sidermec | 11 pts                    |                           |
| 6.                        | Didier Munyaneza          | Ruanda                      | 11 pts                    |                           |
| 7.                        | Youcef Reguigui           | Argélia                     | 8 pts                     |                           |
| 8.                        | Jayde Julius              | ProTouch                    | 8 pts                     |                           |
| 9.                        | Metkel Eyob               | Eritreia                    | 7 pts                     |                           |
| 10.                       | Joseph Areruya            | Ruanda                      | 7 pts                     |                           |

### Classificação dos pontos
| Classificação por pontos | Classificação por pontos | Classificação por pontos    | Classificação por pontos | Classificação por pontos |
| Ciclista                 | Ciclista                 | Equipe                      | Pontos                   |                          |
| ------------------------ | ------------------------ | --------------------------- | ------------------------ | ------------------------ |
| 1.                       | Niccolò Bonifazio        | Direct Énergie              | 176 pts                  |                          |
| 2.                       | André Greipel            | Arkéa-Samsic                | 172 pts                  |                          |
| 3.                       | Lorrenzo Manzin          | Vital Concept-B&B Hotels    | 169 pts                  |                          |
| 4.                       | Youcef Reguigui          | Argélia                     | 169 pts                  |                          |
| 5.                       | Andrea Vendrame          | Androni Giocattoli-Sidermec | 102 pts                  |                          |
| 6.                       | Henok Mulubrhan          | Eritreia                    | 99 pts                   |                          |
| 7.                       | Matteo Pelucchi          | Androni Giocattoli-Sidermec | 92 pts                   |                          |
| 8.                       | Rohan Du Plooy           | ProTouch                    | 90 pts                   |                          |
| 9.                       | Biniam Girmay            | Eritreia                    | 68 pts                   |                          |
| 10.                      | Redwan Ebrahim           | Etiópia                     | 60 pts                   |                          |

### Classificação dos jovens
| Classificação dos jovens | Classificação dos jovens      | Classificação dos jovens | Classificação dos jovens | Classificação dos jovens |
| Ciclista                 | Ciclista                      | Equipe                   | Tempo                    |                          |
| ------------------------ | ----------------------------- | ------------------------ | ------------------------ | ------------------------ |
| 1.                       | Didier Munyaneza              | Ruanda                   | 20h39m58s                |                          |
| 2.                       | Henok Mulubrhan               | Eritreia                 | + 4s                     |                          |
| 3.                       | Samuel Mugisha                | Ruanda                   | + 7s                     |                          |
| 4.                       | Redwan Ebrahim                | Etiópia                  | + 11s                    |                          |
| 5.                       | Kibrom Teklebrhan Haylemaryam | Etiópia                  | + 11s                    |                          |
| 6.                       | Corentin Ermenault            | Vital Concept-B&B Hotels | + 13s                    |                          |
| 7.                       | Joseph Areruya                | Ruanda                   | + 20s                    |                          |
| 8.                       | Dylan Redy                    | Maurícia                 | + 22s                    |                          |
| 9.                       | Tamrat Meresa Gebrewahd       | Etiópia                  | + 40s                    |                          |
| 10.                      | Alexandre Mayer               | Maurícia                 | + 49s                    |                          |

### Classificação por equipas
| Classificação por equipes | Classificação por equipes   | Classificação por equipes | Classificação por equipes |
| Equipe                    | Equipe                      | Tempo                     |                           |
| ------------------------- | --------------------------- | ------------------------- | ------------------------- |
| 1.                        | Eritreia                    | 62h00m15s                 |                           |
| 2.                        | Direct Énergie              | + 7s                      |                           |
| 3.                        | Vital Concept-B&B Hotels    | + 10s                     |                           |
| 4.                        | Androni Giocattoli-Sidermec | + 11s                     |                           |
| 5.                        | Ruanda                      | + 12s                     |                           |

## Evolução das classificações
| Etapa                 | Vencedor              | Classificação geral | Classificação da montanha | Classificação dos pontos | Classificação dos jovens | Classificação por equipas |
| --------------------- | --------------------- | ------------------- | ------------------------- | ------------------------ | ------------------------ | ------------------------- |
| 1.ª                   | Niccolò Bonifazio     | Niccolò Bonifazio   | Sirak Tesfom              | Niccolò Bonifazio        | Didier Munyaneza         | Direct Énergie            |
| 2.ª                   | Niccolò Bonifazio     | Niccolò Bonifazio   | Sirak Tesfom              | Niccolò Bonifazio        | Didier Munyaneza         | Direct Énergie            |
| 3.ª                   | Biniyam Ghirmay       | Niccolò Bonifazio   | Sirak Tesfom              | Niccolò Bonifazio        | Didier Munyaneza         | Direct Énergie            |
| 4.ª                   | Lorrenzo Manzin       | Niccolò Bonifazio   | Sirak Tesfom              | Niccolò Bonifazio        | Didier Munyaneza         | Eritreia                  |
| 5.ª                   | Niccolò Bonifazio     | Niccolò Bonifazio   | Sirak Tesfom              | Niccolò Bonifazio        | Didier Munyaneza         | Eritreia                  |
| 6.ª                   | André Greipel         | Niccolò Bonifazio   | Sirak Tesfom              | Niccolò Bonifazio        | Didier Munyaneza         | Eritreia                  |
| 7.ª                   | Lorrenzo Manzin       | Niccolò Bonifazio   | Sirak Tesfom              | Niccolò Bonifazio        | Didier Munyaneza         | Eritreia                  |
| Classificações finais | Classificações finais | Niccolò Bonifazio   | Sirak Tesfom              | Niccolò Bonifazio        | Didier Munyaneza         | Eritreia                  |

## UCI World Ranking
A Tropicale Amissa Bongo outorgou pontos para o UCI World Ranking para corredores das equipas nas categorias UCI World Team, Profissional Continental e Equipas Continentais. As seguintes tabelas mostram o barómetro de pontuação e os 10 corredores que obtiveram mais pontos:
| Posição             | 1.º | 2.º | 3.º | 4.º | 5.º | 6.º | 7.º | 8.º | 9.º | 10.º | 11.º | 12.º | 13.º-15.º | 16.º-25.º |
| Classificação geral | 125 | 85  | 70  | 60  | 50  | 40  | 35  | 30  | 25  | 20   | 15   | 10   | 5         | 3         |
| Por etapa           | 14  | 5   | 3   |     |     |     |     |     |     |      |      |      |           |           |
| Líder               | 3   |     |     |     |     |     |     |     |     |      |      |      |           |           |

| Classificação |                      |                             |       |       |       |       |
| Posição       | Ciclista             | Equipa                      | Geral | Etapa | Líder | Total |
| ------------- | -------------------- | --------------------------- | ----- | ----- | ----- | ----- |
| 1.º           | Niccolò Bonifazio    | Direct Énergie              | 125   | 50    | 18    | 193   |
| 2.º           | Lorrenzo Manzin      | Vital Concept-B&B Hotels    | 85    | 39    | -     | 124   |
| 3.º           | André Greipel        | Arkéa Samsic                | 70    | 27    | -     | 97    |
| 4.º           | Youcef Reguigui      | Algeria                     | 60    | 18    | -     | 78    |
| 5.º           | Sirak Tesfom         | Eritreia                    | 50    | -     | -     | 50    |
| 6.º           | Metkel Eyob          | Eritreia                    | 40    | -     | -     | 40    |
| 7.º           | Alessandro Bisolti   | Androni Giocattoli-Sidermec | 35    | -     | -     | 35    |
| 8.º           | Didier Munyaneza     | Ruanda                      | 30    | -     | -     | 30    |
| 9.º           | Daniel Teklehaimanot | Eritréia                    | 25    | -     | -     | 25    |
| 10.º          | Henok Mulubrhan      | Eritreia                    | 20    | -     | -     | 20    |